# Sommerhaus Schlägl

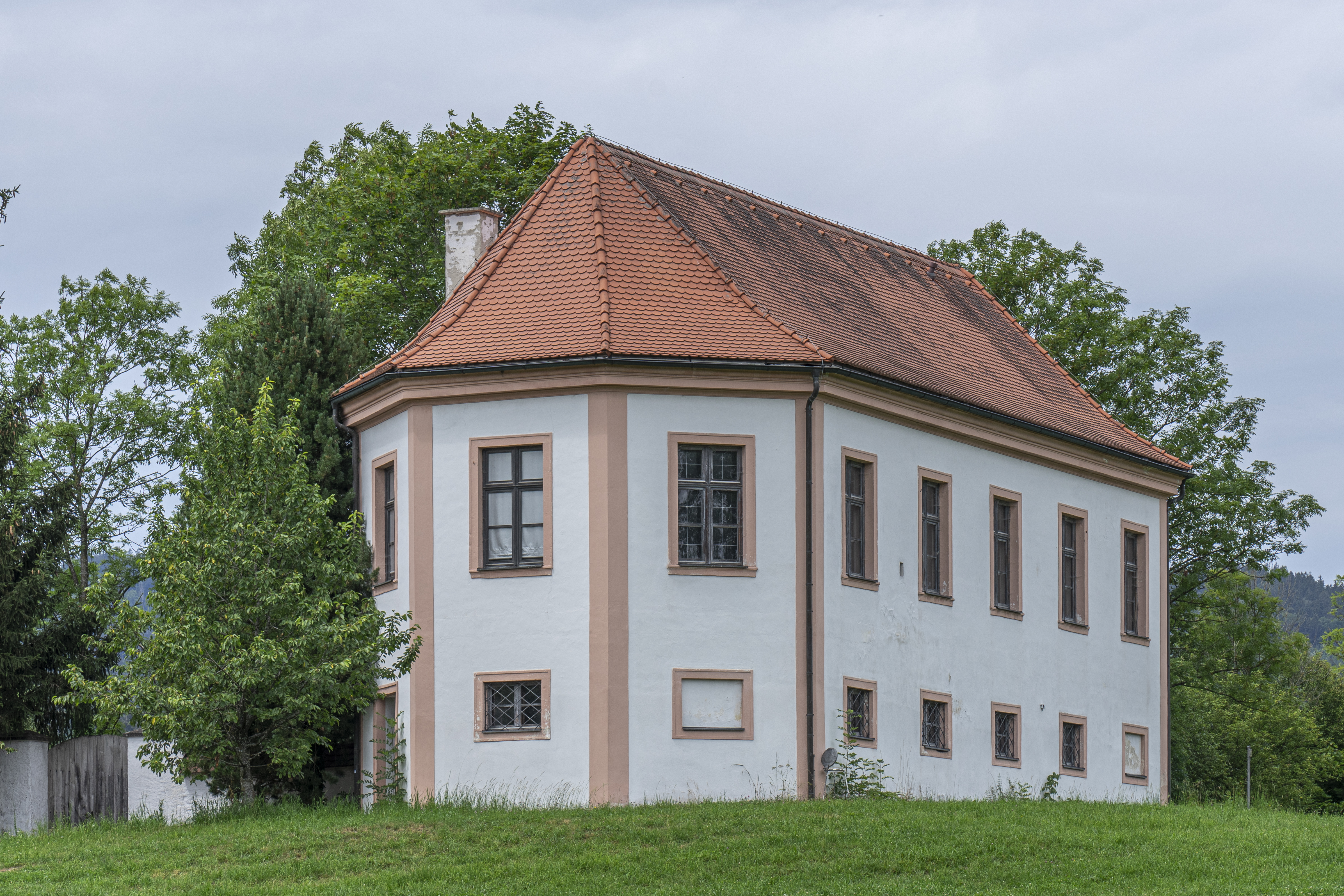
Sommerhaus in Schlägl

Das Sommerhaus in der Nutzung als Musikzentrum St. Norbert steht nordwestlich vom Stift Schlägl an der höchsten Stelle der Ortschaft Schlägl in der Marktgemeinde Aigen-Schlägl im oberen Mühlviertel in Oberösterreich. Das Gebäude steht unter Denkmalschutz (Listeneintrag).

## Geschichte
Das in der zweiten Hälfte des 17. und im ersten Viertel des 18. Jahrhunderts erbaute Haus diente wohl ursprünglich als mathematischer Turm und enthielt angeblich ehemalige Freskenreste mit Darstellungen der damals bekannten Planeten. Ab dem 19. Jahrhundert fand das Gebäude als Wohnung und Depot Verwendung. Ein Blitzeinschlag führte am 17. Juli 1964 zu einem kleinen Dachstuhlbrand. Von 1965 bis 1976 war eine Tischlerei im Sommerhaus untergebracht. Das Gebäude wurde von 1983 bis 1985 restauriert.

## Architektur und Ausstattung

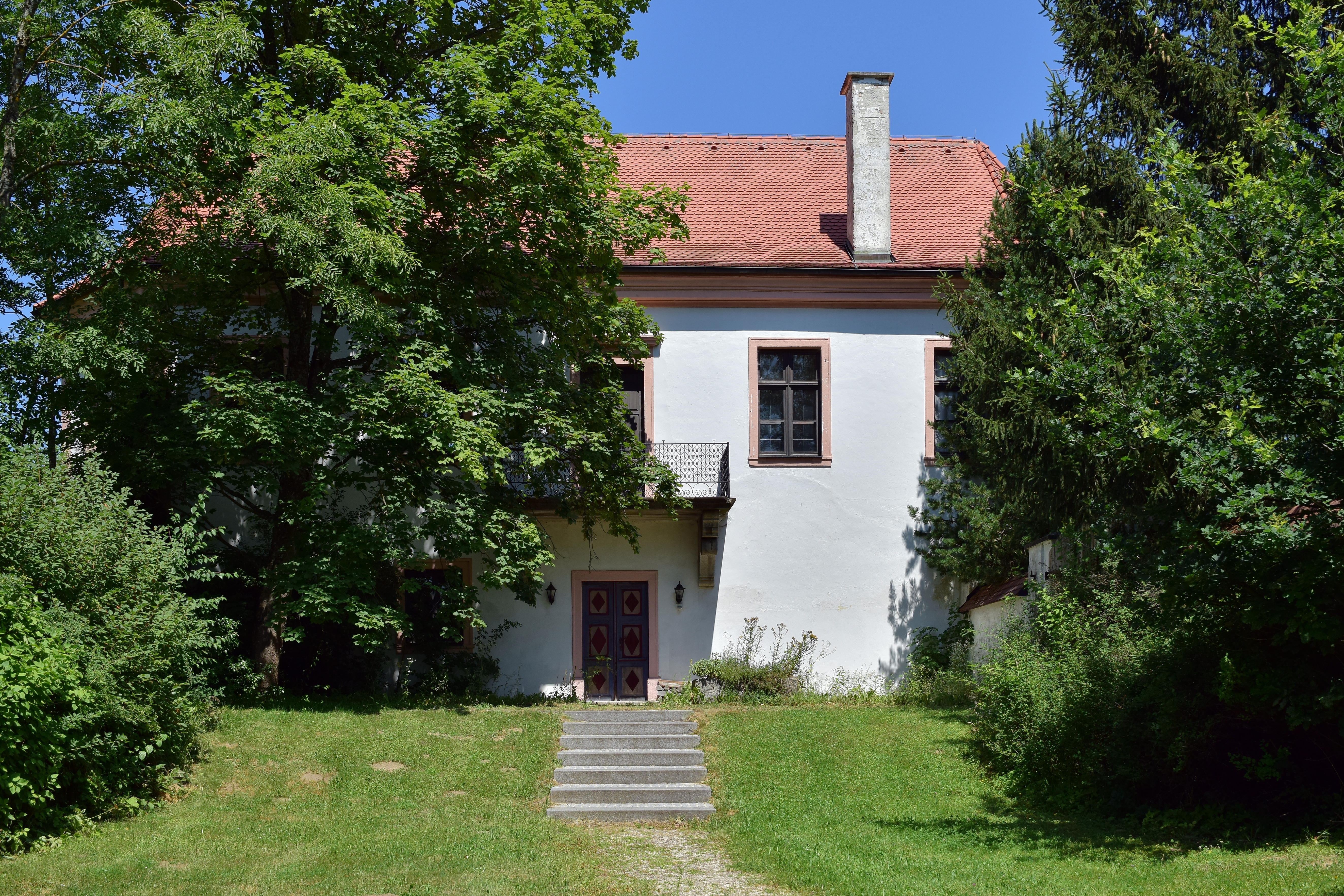
Eingangsseite im Stifterpark

Das Sommerhaus steht in der Nordostecke einer ummauerten Anhöhe im sogenannten Baumgarten.
Der zweigeschoßige längsrechteckige Bau unter einem angeschifteten Walmdach auf einem barocken liegenden Dachstuhl schließt an den Schmalseiten polygonal. Die Fassaden zeigen eine Putzrahmengliederung. Südseitig wird die Fassade mittig durch ein Rechteckportal mit einer barocken Tür und einem darüber angeordneten Balkon betont. Das Brüstungsgitter stammt aus der Mitte des 18. Jahrhunderts und wurde 1983 ergänzt. Die Balkontür trägt eine gerade Verdachung.
Das Gebäudeinnere beinhaltet ebenerdig ein Tonnengewölbe und kuppelartige Gewölbe, jeweils mit einem Stichkappenkranz, letzterer Raum ist das sogenannte Renaissancezimmer und seit 1985 das Egon-Krauss-Gedächtniszimmer. Westlich gibt es eine einfache wohl barocke Riemlingdecke aus dem ersten Viertel des 18. Jahrhunderts mit einem jüngeren Unterzug. Im Nordwesten befindet sich eine wohl barocke Wendeltreppe.
Im Obergeschoß haben die Zimmer Flachdecken und Türen aus dem 18. Jahrhundert. Der sogenannte Barocksaal zeigt Wandmalerei und Türrahmungen im frühklassizistischen Stil und wurde 1983/1984 großteils rekonstruiert, das Deckenbild zeigt musizierende Engel. Die Orgel bauten die Gebrüder Reil 1984 (II. Man./12 Reg.). Der sogenannte Spiegelsalon in östlichen Oktogon zeigt klassizierenden Stuckdekor, er wurde 1983/1984 rekonstruiert. Den Hammerflügel baute John Broadwood & Sons 1804 in London (Opus 2524) mit 5½ Oktaven, Klaviaturumfang FF-c und zwei Pedalen.